# Chlothar I.
Chlothar I. také Chlotar (497 nebo 500 – 29. listopadu 561 Soissons) byl franský král, syn legendárního Chlodvíka I. Po jeho smrti bylo království rozděleno mezi jeho čtyři syny, Chlothar obdržel oblast Soissons (kde se též narodil).
Po smrti otce v roce 511 získal oblast Soissons včetně měst Laon, Noyon, Cambrai a Maastricht. Dále získal oblast kolem dolního toku řeky Mázy a protože byl velice ambiciozní, brzy své državy rozšířil. V roce 524, po smrti svého bratra Chlodomera získal města Tours a Poitiers. Podnikl několik výprav proti Burgundům, Sasům, Durynkům, Bavorům a Vizigótům. Od Durynků si přivlekl i svoji budoucí manželku Radegundis, kterou po dovršení 21 let donutil ke sňatku. Po tom, co Chlothar zabil jejího bratra v roce 550 od něho uprchla do kláštera. Zemřela ve vysokém věku v roce 590, později byla kanonizována.
Po smrti Theobalda, vnuka svého bratra Theudericha v roce 555 a smrti bratra Childeberta v roce 558 se stal jediným vládcem Franské říše. Ke konci jeho vlády se proti němu postavil jeho syn Chram, za což byl Chlotharem upálen. Přemožen výčitkami odešel do Tours, kde prosil o odpuštění u hrobu svatého Martina z Tours. Krátce poté zemřel. Pohřben byl v klášteře sv. Medarda v Soissons.

## Rodina
Chlothar měl celkem 7 manželek:
1. Ingunda – dcera krále Durynků Badericha, sňatek kolem roku 516, dožila se velice vysokého věku, zemřela v roce 590.
- Charibert I., král Paříže
- Sigibert I., král Austrasie
- Guntram, král Burgundska
- Chlothsind – vdala se za Alboina, krále Langobardů.

2. Gunteucha – sňatek kolem roku 524. Vdova po Chlotharově vlastním bratrovi Chlodomerovi. Neměli žádné děti.
3. Aregunda – sestra Ingundy, sňatek kolem roku 533 nebo 534.
- Chilperich I. – král Soissons

4. Radegundis – dcera krále Durynků Bertachara (sestřenice Ingundy a Aregundy), byla odvlečena po vpádu Franků do Durynska a kolem roku 540 donucena ke sňatku. Později od manžela odešla a zbytek života strávila v klášteře. Neměli žádné děti.
5. Chunsina
- Chram – zúčastnil se povstání proti svému otci

6. Neznámá
7. Waldrada Langobardská – dcera Wacha, krále Langobardů, vdova po králi Austrasie Theodobaldovi, s nímž měla dceru Theodelindu.